# Anopheles baileyi
Anopheles baileyi är en tvåvingeart som beskrevs av Edwards 1929. Anopheles baileyi ingår i släktet Anopheles och familjen stickmyggor. Inga underarter finns listade i Catalogue of Life.